# Петър (дипломат)
Вижте пояснителната страница за други личности с името Петър.
Петър е родственик на княз (кан) Борис I, ръководил дипломатически мисии във връзка с покръстването на българите. Точното му място в административната йерархия на българската държава не е установено със сигурност. Предполага се, че носи титлата кавхан, т.е. втори след хана.

## Мисии в Рим
Историческите извори съобщават за три български мисии до папата с участието на Петър. Първата от тях се отнася до лятото на 866. Интересът на Борис I към Римската църква е причинен от нежеланието на Цариградската патриаршия да изпълни неговото искане за поставяне на самостоятелен патриарх (или поне архиепископ) начело на българския диоцез. Борис се стреми към приобщаване на България към християнството при максимално запазване на църковната и политическа независимост. Съперничеството между Римската и Цариградската църква благоприятства намеренията му и му дава възможност за избор. Преориентирането на българската политика позволява на Борис да успокои висшето съсловие, което се отнася враждебно към нарастването на византийското влияние в България след покръстването.

### Първа мисия
Българската делегация пристига при папа Николай I на 29 август 866 г. През същата година Борис разгромява бунт на болярите срещу покръстването. Сред даровете, които носи българската делегация за папата, е и оръжието на Борис, „с което [той е] бил въоръжен, когато в името Христово възтържествувал над своите противници“. Освен дарове българите носят поменик с въпроси на техния владетел до папата. Съдържанието на въпросите се възпроизвежда по 106-те параграфа от „Отговорите на папа Николай по допитванията на Българите“. От края на петдесетте години на IX в. Римската църква и Цариградската патриаршия са в период на ожесточено съперничество за влияние над славяните и „вселенска църковна власт“. Затова пристигането на българските пратеници в Рим се превръща в събитие от голяма важност. Папата с възторг разпространява вестта в писмо до Хинкмар Реймски и другите архиепископи във Франкската империя:
| „ | ...Когато отвсякъде се притеснявахме от тези грижи и се измъчвахме от преголеми затруднения – ето неочаквано ни известяват, че са пристигнали пратеници на споменатия вече български княз. Затова кой е този, който може да каже с каква радост и с какво безкрайно ликуване се изпълнихме, когато узнахме за тяхното спасително покръстване поради щедростта на божията благост и когато разбрахме, че те са подирили изложение на Христовото учение от блажения апостол Петър, т.е. от неговия престол: те, ако и да бяха далеч тялом, обаче ни останаха близки чрез вярата, но още и затова, че видяхме да се открива през техните земи лесен и по суша път за нашите пратеници до земята на гърците. | “ |

За това българско пратеничество се говори и тринадесет години по-късно (юни 879 г.) в писмо до княз Борис-Михаил, с което папа Йоан VIII се опитва да предотврати връщането на България към Цариградската патриаршия. От писмото разбираме за участието на Петър в пратеничеството от 866 г.:
| „ | До любимия и духовен син Михаил, славния княз на Българите. ...вие изпратихте по времето на нашия предшественик, преблажения папа Николай, вашите пратеници, именно Петър, ваш роднина, Йоан и Мартин, при катедрата на блажения първоапостол Петър, която е глава и учителка на всички божи църкви...съветваме ваша славност да се върне смирено и драговолно при светата Римска църква, вашата майка, та, подпомогнати от молитвите на светите апостоли, да можете лесно да покорите както видимите, така и невидимите врагове. | “ |

Българските пратеници получават отговорите на папа Николай I при тържествена церемония в Латеранския дворец на 13 ноември 866 г. Скоро след това Петър и останалите пратеници се завръщат в страната си, водейки папските мисионери Формоза Портуенски и Павел Популонски. Двамата епископи повеждат просветителска дейност в България. С Петър пристигат и други пратеници на папа Николай (остийският епископ Донат, презвитерът Лъв и дяконът на апостолическата катедра Марин), които трябва да продължат за Цариград, за да разяснят там политиката на Рим спрямо българите.

### Втора мисия
Способностите и старанието на Формоза Портуенски впечатляват Борис I. Най-късно година след първата си мисия в Рим, Петър е натоварен от владетеля с втора, за да уреди ръкополагане на Формоза за български архиепископ. Българската делегация пристига в Рим през втората половина на 867 г. Николай I отклонява предложението за издигане на Формоза и приема само другото искане на Борис – за изпращане на още презвитери в България. За тази цел курията подготвя група духовници начело с епископите Доминик Тривенски и Громуалд Полимартийски. Неочакваната кончина на Николай I (на 13 ноември 867) забавя предаването на папските отговори и отпътуването на групата. Петър и останалите български дипломати участват в погребението на починалия папа и изчакват в Рим избора на нов. Новоизбраният папа Адриан II потвърждава решенията на своя предшественик. Към средата на декември делегацията поема към Плиска по суша с писма до българския княз, подготвени още от Николай I. По пътя си към България тя отсяда в манастира край град Аквилея. Това събитие е отбелязано на страниците на Чивидалското евангелие. В него неизвестен монах е записал имената на българските пратеници и членовете на техните семейства:
| „ | ...От България, който пръв дойде в този манастир, името му е Сондоке и жена му Анна, и баща му Йоан, и майка му Мария, и синът му Михаил, и другия му син Велегнев, и дъщеря му Богомила, и другата Каля, и третата Марта, и четвъртата Елена, и петата Мария, и другата му съпруга Собеслава. И другия знатен мъж Петър... и Георги. Петър и жена му София | “ |

Делегацията пристига в българската столица в началото на 868 г. От нея Борис научава, че папата предлага първойерархът на Българската църква да бъде избран измежду изпратените презвитери. По нареждане на Адриан II още през февруари същата година Формоза Портуенски и Павел Популонски се завръщат в Рим. Петър ги придружава. Борис е разочарован от отговорите на папата и търси развръзка на преговорите с Рим.

### Трета мисия
Исторически извор за позицията на българския владетел е житието на папа Адриан II, писано от ватиканския библиотекар Анастасий:
| „ | ...Този пратеник [Петър] донесъл заедно с царските дарове и писмо от княза, който молел много върховния предстоятел да му изпрати или добре познатия Марин, след като го ръкоположи за архиепископ, или да изпрати някого от кардиналите на своята църква – мъж най-достоен да бъде избран от българите за архиепископска длъжност поради мъдростта, характера и живота си, та след като бъде одобрен от тях и се завърне при папата, да бъде удостоен с архиепископско звание. | “ |

По всяка вероятност идеята за кандидатурата на Марин е внушена на Борис от Формоза Портуенски. Формоза и Марин са били приятели и сподвижници. Марин е бил влиятелен дипломат взел участие в много мисии, посветени на отношенията между Рим и Цариград. Адриан II не го одобрява, а предлага за поста свой доверен човек – иподякон Силвестър. С решението си папата подценява амбициите на Борис за независима църковна политика. То води до отчуждаване на българския владетел от Рим и подпомага косвено Цариградската патриаршия в опитите ѝ да влияе на събитията в България.
В началото на 868 г., когато Петър и Формоза пристигат в Рим, там по покана на папата са и братята Константин-Кирил и Методий с техни ученици. Формоза и епископ Гаудерих Велетрийски ръкополагат много от последователите на двамата братя за свещеници, дякони или иподякони. Може да се предположи, че Петър е бил един от първите високопоставени българи имал възможност да се запознае с идеите на Кирил и Методий и че е отнесъл вестта за тях в България.
Поредният отказ на Адриан да ръкоположи желан от Борис кандидат изчерпва търпението на българския княз. След триседмичен престой в България на Силвестър е връчено писмо до папата и той е изпратен обратно за Рим. В писмото за сетен път се поставя искането да бъдат ръкоположени Формоза или Марин, което е отново отхвърлено. В същото време от българска страна вече се водят преговори с цариградския патриарх Игнатий. Игнатий се стреми към подобряване на отношенията с Рим обтегнати след взаимните анатеми, които през 863 г. си отправят неговият предшественик Фотий и папа Николай I. Също както Фотий обаче той не желае да допусне трайно установяване на Римската църква в България. С цел изясняване на противоречията между двете Църкви за края на 869 г. е насрочен вселенски събор в Цариград (Осмия вселенски събор). Петър след продължителен престои в Рим (868 – 869) се завръща в България и е изпратен незабавно като участник в събора.

## Мисия в Цариград
Осмият вселенски събор е открит на 5 октомври 869 г. На него освен представителите на Цариградската патриаршия и Римската църква присъстват и пратеници на източните патриарси (Ерусалимския, Александрийския и Антиохийския). Папските легати не са запознати с решенията от тайните преговори между България и Византия и не очакват на събора да бъде засяган българския църковен въпрос. В центъра на внимание на папските пратеници са следните въпроси: признаване на върховенството на папата, осъждане на иконоборците, на Фотий и на сподвижниците му, приемане на римските съборни решения относно Игнатий, отхвърляне на всички решения против него взети на събори организирани от Фотий и пълно признаване на Игнатий за патриарх (вж. Златарски, 1971, стр. 147)</ref> Затова те са особено изненадани да видят в деня на закриване на събора (28 февруари 870 г.) сред официалните гости високопоставени пратеници от България: ичиргу-боилът Стазис, канът-багатур Сондоке, канът-таркан Илия, сампсис Персиян и сампсис Алексий Хунол.
На 4 март 870 г. три дни след заключителното заседание Василий I кани в императорския дворец участниците в събора: патриарх Игнатий, папските легати Донат Остийски, Стефан Непски и дякон Марин, както и представителите на източните патриаршии: архидякон Йосиф (александрийски пратеник), митрополит Тома от Тир (антиохийски пратеник) и презвитер Илия (ерусалимски пратеник), под претекст, че Петър им носи подаръци от българския княз. След размяната на приветствия Петър, който предварително е бил инструктиран да постави въпроса за юрисдикцията над Българската църква, се обръща към събралите се:
| „ | До днес ние бяхме езичници и недавна пристъпихме към благодата на християнството; поради това за да се не покаже, че в нещо грешим, желаем да узнаем от вас, които заемате място на висши патриарси, на коя църква ние сме длъжни да се подчиняваме... | “ |

Римските легати му отговарят:
| „ | На Светата римска църква, на която чрез теб, Петре, твоят господар се предаде на блажения княз на апостолите Петър заедно с цялото царство на своя народ... | “ |

За да провокират вземане на решение, източните патриарси задават на българските пратеници въпроса: "Когато вие завзехте отечеството [си], кажете на чия власт то беше подчинено и [там] латински ли или гръцки свещеници имаше?" Отговорът на този въпрос е предварително подготвен: "Ние завоювахме отечеството [си] с оръжие от властта на гърците и там намерихме не латински, а гръцки свещеници." В съответсвие с отговора на българите представителите източните патриаршии произнасят своето решение: „Ако там сте намерили гръцки свещеници, то ясно е, че това отечество е било под управлението на Цариград... Поради това ние отсъждаме, щото българското отечество, за което узнаваме, че било по-рано под гръцка власт и е имало гръцки свещеници, да се отново върне сега чрез християнството пак на светата цариградска църква, от която то било отделено чрез езичеството.“ Последвалите протести на римските легати остават безплодни. Съставеният от тях фалшификат на писмо, в което папата уж предупреждава Цариградския патриарх да не се немесва в българските дела, Игнатий даже и не поглежда. От косвени сведения може да се заключи, че папата е гледал на ненамесата на Цариград в българския църковен въпрос като на условие за признаване на Игнатий за патриарх – факт, който обаче Игнатий явно е игнорирал (Beck, 1980, стр. 109).</ref> След събора (по всяка вероятност още същата година) латинските свещеници биват принудени да напуснат България и на тяхно място идват византийски мисионери.

## Титлата
Историческата литература си служи със следните определения за Петър: болярин , велик боил, комит , ичиргу боил  и кавхан (условно  или безусловно ). Дискусията за титлата (или службата) на Петър е част от научната дискусия за мястото на ичиргу боила и кавхана в устройството на Първото българско царство. Изходна точка в тези дискусии е схващането, че по едно и също време в държавата има един кавхан и един ичиргу боил, и че кавханът е по-високпоставен. Различия във възгледите за функцията на Петър поражда различното четене на историческите извори (писмата на папа Йоан VIII, бележките от Чивидалското евангелие и разказа на Анастасий Библиотекар за събора в Цариград).
Освен директно към княз Борис, през 879 г. папа Йоан VIII се обръща и към представители на неговото обкръжение, сред които е Петър. Писмото е адресирано до: „Petro Cerbule et Sundice ceterisque optimatibus et consiliariis dilecti filii nostri Michaelis regis Vulgarorum“ („До Петър, Цербула и Сундика, и другите боляри и съветници на нашия любим син, българския княз Михаил“). Схващането, че Cerbule е личното име Цербула (Зергобула) се защитава от Златарски. Веселин Бешевлиев коригира това виждане и интерпретира обръщението като прикрепена към личното име на Петър титла: Petro cerbulae (Петър ичиргу боил). Иван Венедиков предполага, че през 879 г. Петър е ичиргу боил, като е заменил на този пост Стазис. Свързването на Cerbule с Petro се отхвърля от Васил Гюзелев. Според него Cerbule се отнася за Стазис. Пропускът на личното му име се обяснява с това, че римската администрация не винаги се справя с българската антропонимия и използва титли вместо лични имена.
Спорен сред историците е също така въпросът за водачеството на мисиите до Рим и Цариград. Йордан Иванов поставя начело на втората мисия Сондоке, a Венедиков – Стазис. Венедиков набляга на факта, че името на Стазис е записано в Чивидалското евангелие веднага след родата на Борис  Според Гюзелев водещата фигура сред българските пратеници е Петър, което проличава най-вече от ролята му на събора в Цариград. Гюзелев подчертава, че според разказа на Анастасий Библиотекар, подаръците за римските легати са изпратени по Петър. Петър е също този от българските пратеници в Цариград, който взема думата на събора. Гюзелев обръща освен това внимание на писмата на папа Йоан VIII. Писма са изпратени до Борис (16 април 878 г. и май 879 г.), до Докс – брат на Борис (април 878 г.), до Петър (16 април 878 г.) и до висшите боили, сред които и Петър (в писмото от май 879 г.). В писмото от април 878 г., адресирано лично до Петър, папата го нарича комит (Petrum comitem). Допуска се под понятието комит папата да има предвид не областен управител, а comes palatii, т.е. първия човек в двора на владетеля. Заключавайки, че Петър има по-ясно открояващи се изяви от ичиргу боила Стазис в събитията между 866 и 879 г., Гюзелев извежда тезата, че поне през този период Петър заема поста кавхан.